# Soritz

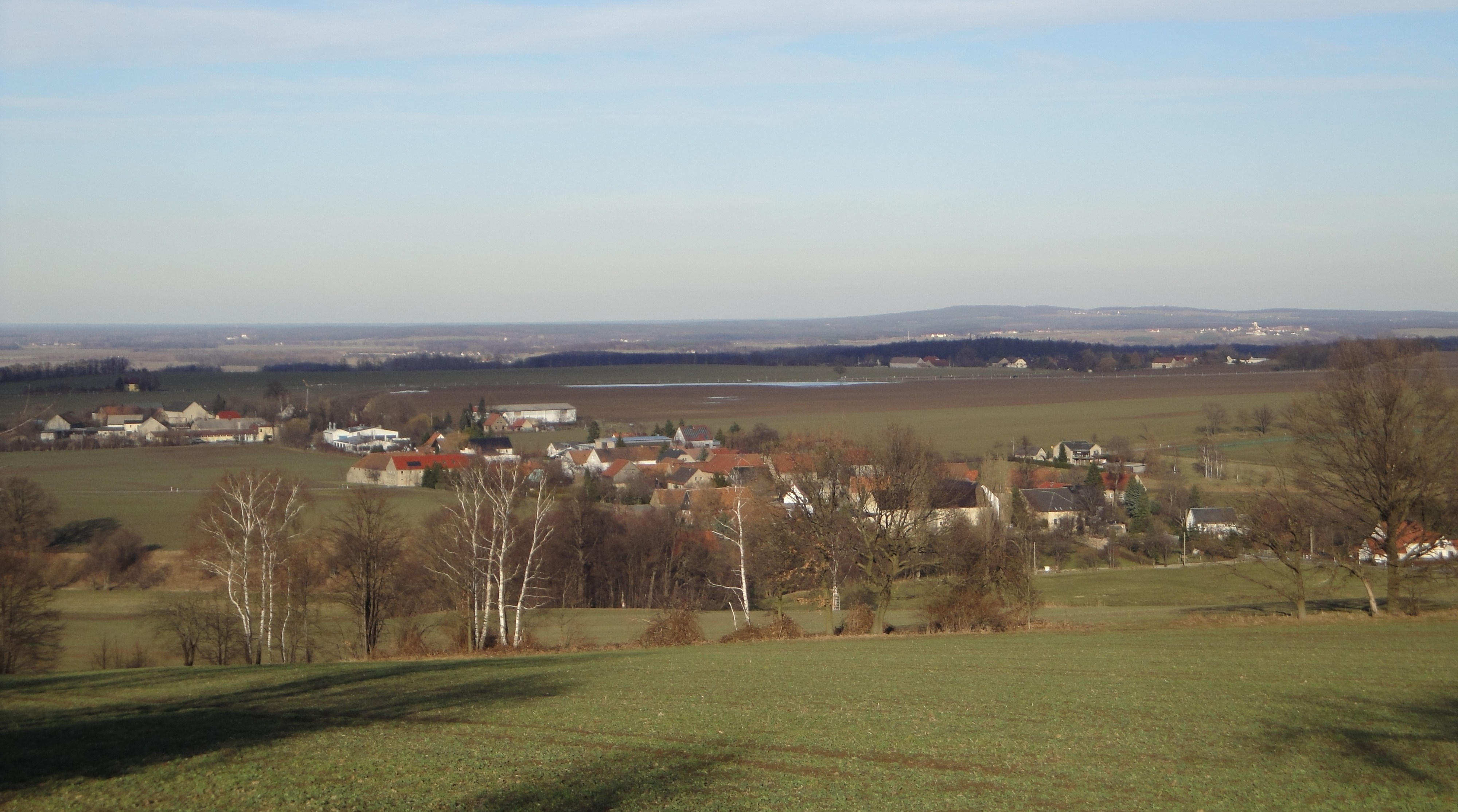
Blick auf Soritz (rechts) und Scheckwitz

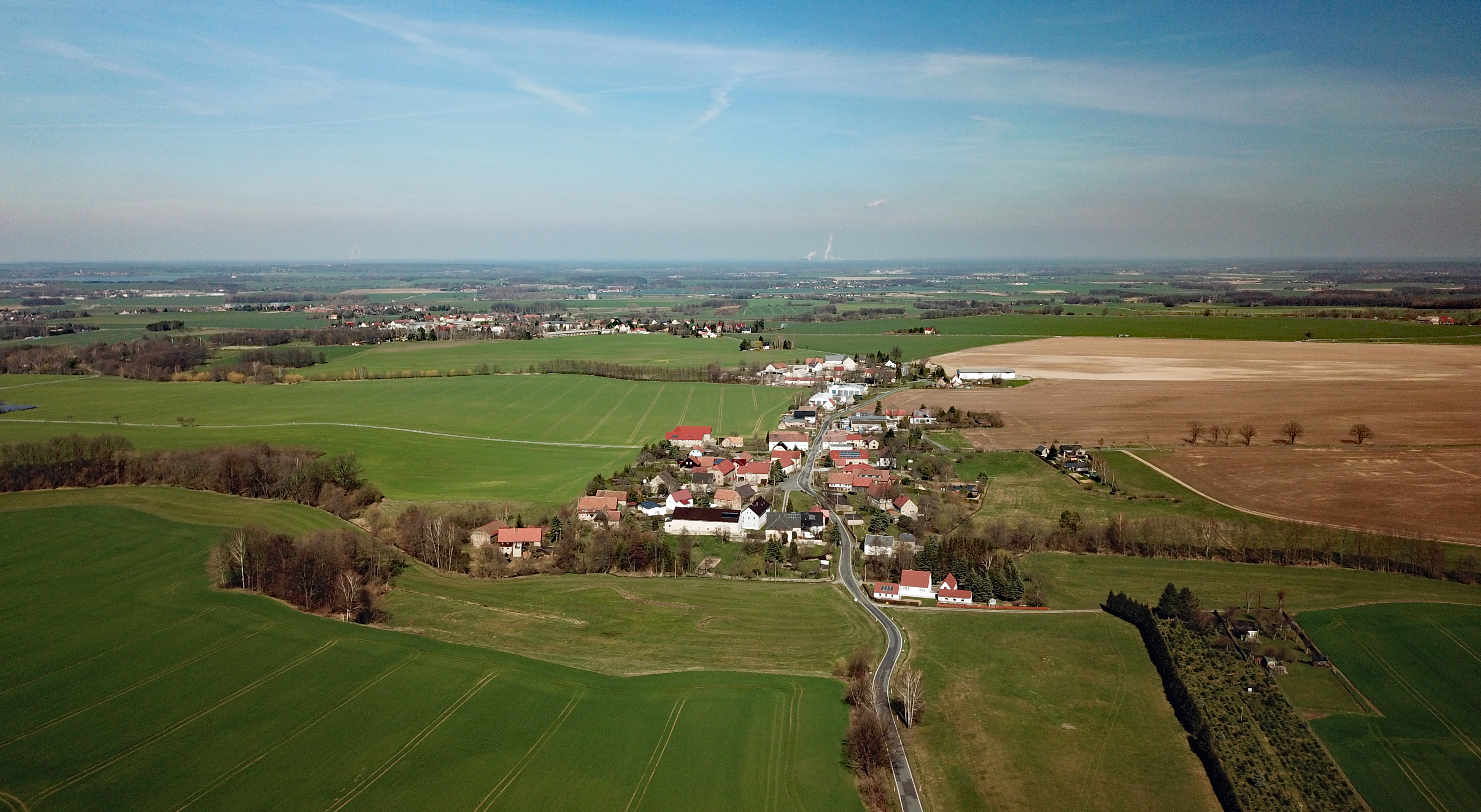
Luftbild

Soritz, sorbisch Sowrjecyⓘ, ist ein Dorf mit 83 Einwohnern (Stand Dezember 2021) im ostsächsischen Landkreis Bautzen, das seit 1950 zur Gemeinde Kubschütz gehört. Es zählt zur Oberlausitz und gehört zum offiziellen sorbischen Siedlungsgebiet.

## Geschichte
1466 wird das Budissiner Ratsdorf unter dem Namen Sawritz (eventuell Säuritz) erwähnt. Spätere Bezeichnungen lauten Schornitz (1534), Souritz (1589) und seit 1657 Soritz.
Noch bis ins 20. Jahrhundert hinein war Soritz ein sorbisch geprägtes Dorf. Der Wissenschaftler Arnošt Muka zählte 1884/85 im Ort 128 Einwohner, von denen 113 Sorben waren. Mittlerweile ist der Gebrauch des Sorbischen stark zurückgegangen.
Bis zum 30. Juni 1950 war Soritz eine eigenständige Landgemeinde mit dem Ortsteil Scheckwitz (seit 1936).